# Super Aguri F1
Super Aguri F1 was een raceteam dat actief was in de Formule 1 van 2006 tot en met 2008.
Dit team, onder leiding van ex-Formule 1-coureur Aguri Suzuki, had als coureurs Takuma Sato (ex-BAR-Honda) en vanaf de Grand Prix van Australië 2007 ook Anthony Davidson die eerder bij BAR testte. Vanaf het begin van seizoen 2006 reed Super Aguri met Yuji Ide, wiens Formule 1 licentie door de FIA ingetrokken werd na een incident met Christijan Albers in de Grand Prix van San Marino. Ide werd daarna vervangen door Franck Montagny. Na de Grand Prix van Frankrijk werd Montagny vervangen door Sakon Yamamoto.
Het team reed vanaf de Grand Prix van Duitsland ook met een nieuw chassis, namelijk de SA06. Hiervoor reden ze met een oud Arrows-chassis. Het team debuteerde in de Formule 1 tijdens de Grote Prijs van Bahrein op het circuit van Sakhir. Takuma Sato eindigde daar als laatste, op vier ronden achterstand van racewinnaar Fernando Alonso, terwijl Yuji Ide uitviel met een technisch mankement.
In juni 2006 tekende Super Aguri, met tussenkomst van RSPNS, een sponsorcontract met het Nederlandse bedrijf Rodac.
Het seizoen 2006 werd beëindigd zonder punten. Beste resultaat was de tiende plaats van Takuma Sato. Hierdoor eindigde de ploeg als elfde en laatste in het constructeurskampioenschap. Begin 2007 leek het erop dat de Nederlandse coureur Giedo van der Garde test- en reservecoureur zou worden voor het team, maar hij vertrok op het laatste moment naar het Nederlandse team Spyker F1. Tijdens de Grand Prix van Spanje scoorde Super Aguri voor het eerst punten. Dit werd in Canada herhaald, Takuma Sato werd zesde vóór de regerend wereldkampioen Fernando Alonso.
Op 6 mei 2008 stopte Super Aguri ermee. Het Duitse WEIGL wilde Super Aguri nog helpen maar Honda ging daar niet mee akkoord.

## Resultaten
| Resultaat                       |
| ------------------------------- |
| Winnaar                         |
| Tweede plaats                   |
| Derde plaats                    |
| Gefinisht (punten behaald)      |
| Gefinisht (geen punten behaald) |
| Niet geklasseerd (NC)           |
| Uitgevallen (DNF)               |
| Niet gekwalificeerd (DNQ)       |
| Gediskwalificeerd (DSQ)         |
| Niet gestart (DNS)              |
| Gewond (INJ)                    |
| Uitgesloten (EX)                |
| Teruggetrokken (WD)             |
| Niet deelgenomen (blanco cel)   |
| P Pole position                 |
| S Snelste ronde                 |

| Jaar | Chassis          | Motor            | Banden | Coureurs         | 1   | 2   | 3   | 4   | 5   | 6   | 7   | 8   | 9   | 10  | 11  | 12  | 13  | 14  | 15  | 16  | 17  | 18  | Punten | WK plaats |
| ---- | ---------------- | ---------------- | ------ | ---------------- | --- | --- | --- | --- | --- | --- | --- | --- | --- | --- | --- | --- | --- | --- | --- | --- | --- | --- | ------ | --------- |
| 2006 | Super Aguri SA05 | Honda RA806-E V8 | B      |                  | BHR | MAL | AUS | SMR | EUR | SPA | MON | GBR | CAN | USA | FRA | DUI | HON | TUR | ITA | CHN | JPN | BRA | 0      | 11e       |
| 2006 | Super Aguri SA05 | Honda RA806-E V8 | B      | Takuma Sato      | 18  | 14  | 12  | DNF | DNF | 17  | DNF | 17  | 15† | DNF | DNF |     |     |     |     |     |     |     | 0      | 11e       |
| 2006 | Super Aguri SA05 | Honda RA806-E V8 | B      | Yuji Ide         | DNF | DNF | 13  | DNF |     |     |     |     |     |     |     |     |     |     |     |     |     |     | 0      | 11e       |
| 2006 | Super Aguri SA05 | Honda RA806-E V8 | B      | Franck Montagny  |     |     |     |     | DNF | DNF | 16  | 18  | DNF | DNF | 16  |     |     |     |     |     |     |     | 0      | 11e       |
| 2006 | Super Aguri SA06 | Honda RA806-E V8 | B      | Takuma Sato      |     |     |     |     |     |     |     |     |     |     |     | DNF | 13  | NC  | 16  | DSQ | 15  | 10  | 0      | 11e       |
| 2006 | Super Aguri SA06 | Honda RA806-E V8 | B      | Sakon Yamamoto   |     |     |     |     |     |     |     |     |     |     |     | DNF | DNF | DNF | DNF | 16  | 17  | 16  | 0      | 11e       |
| 2007 | Super Aguri SA07 | Honda RA807-E V8 | B      |                  | AUS | MAL | BHR | SPA | MON | CAN | USA | FRA | GBR | EUR | HON | TUR | ITA | BEL | JPN | CHN | BRA |     | 4      | 9e        |
| 2007 | Super Aguri SA07 | Honda RA807-E V8 | B      | Takuma Sato      | 12  | 13  | DNF | 8   | 17  | 6   | DNF | 16  | 14  | DNF | 15  | 18  | 16  | 15  | 15† | 14  | 12  |     | 4      | 9e        |
| 2007 | Super Aguri SA07 | Honda RA807-E V8 | B      | Anthony Davidson | 16  | 16  | 16† | 11  | 18  | 11  | 11  | DNF | DNF | 12  | DNF | 14  | 14  | 16  | DNF | DNF | 14  |     | 4      | 9e        |
| 2008 | Super Aguri SA08 | Honda RA808-E V8 | B      |                  | AUS | MAL | BHR | SPA | TUR | MON | CAN | FRA | GBR | DUI | HON | EUR | BEL | ITA | SIN | JPN | CHN | BRA | 0*     | 11e*      |
| 2008 | Super Aguri SA08 | Honda RA808-E V8 | B      | Takuma Sato      | DNF | 16  | 17  | 13  |     |     |     |     |     |     |     |     |     |     |     |     |     |     | 0*     | 11e*      |
| 2008 | Super Aguri SA08 | Honda RA808-E V8 | B      | Anthony Davidson | DNF | 15  | 16  | DNF |     |     |     |     |     |     |     |     |     |     |     |     |     |     | 0*     | 11e*      |

 * Na de Grand Prix van Spanje trok Super Aguri zich terug uit het kampioenschap.
† — Coureur is niet gefinisht in de GP, maar heeft wel 90% van de race-afstand afgelegd, waardoor hij als geklasseerd genoteerd staat.